# Барле (Сома)
Барле (фр. Barleux) насеље је и општина у североисточној Француској у региону Пикардија, у департману Сома која припада префектури Перон.
По подацима из 2011. године у општини је живело 258 становника, а густина насељености је износила 34,58 становника/km². Општина се простире на површини од 7,46 km². Налази се на средњој надморској висини од 48 метара (максималној 87 m, а минималној 47 m).

## Демографија
| 1962. | 1968. | 1975. | 1982. | 1990. | 1999. | 2011. |
| ----- | ----- | ----- | ----- | ----- | ----- | ----- |
| 282   | 306   | 301   | 289   | 297   | 312   | 258   |

График промене броја становника у току последњих година